# Hugo Tassara
Hugo Tassara Olivares (Iquique, Chile, 14 de febrero de 1924-San Ramón, Costa Rica, 12 de febrero de 2016)  fue un entrenador destacado tanto en Chile como en Costa Rica.
Como profesor técnico, fue el pionero en la creación de escuelas de fútbol infantil en Chile (1964), Colombia, Perú, Venezuela, Guatemala y Costa Rica. Consecuentemente ha escrito varios libros sobre fútbol, entre ellos Guía Práctica del Fútbol, Entrenamiento del Niño Futbolista, Fútbol Total y Fútbol Simplemente.
En el mundial de 1962, narró el partido de Chile-Suiza transformándose en el primer relator de fútbol de la televisión chilena.
También se desempeñó como cronista de fútbol en la televisión costarricense, recibiendo en 1993 el premio al mejor comentarista de fútbol.

## Trayectoria
Profesó normalista, egresado en 1943 de la Escuela Normal de Copiapó, con posterioridad entre los años 1948 y 1951 estudió en el Instituto de Educación Física. Se relacionó con el fútbol siendo arquero de las selecciones de Tocopilla, María Elena y Copiapó.
En el fútbol profesional estuvo tres años en Universidad de Chile como arquero suplente de Mario Ibáñez. Posteriormente los años 1945 y 1946 tuvo a su cargo las divisiones inferiores. Dejó este trabajo para perfeccionarse en su profesión de profesor.
Después de ejercer su profesión y a la vez hacer periodismo radial, vuelve a entrenar en 1955 a las divisiones inferiores de Colo-Colo. Al año siguiente en el mismo club ejerció como Preparador Físico del primer equipo entrenado por el uruguayo Enrique Fernández.
Como entrenador titular debutó el año 1957 en Colo-Colo, equipo en el que estuvo hasta el siguiente año, en el que sería ganador de su primer título con el equipo albo: Campeón “Copa Chile”.
En 1959 fue contratado por la Liga Deportiva Alajuelense de Costa Rica, dos temporadas, campeón de la Liga costarricense en 1959 y 1960. Este último año, además, fue director técnico de la selección de Costa Rica.
Vuelve el año 1961 a Palestino, club en el que estaría dos años. Paralelamente formó parte del equipo técnico de Fernando Riera como veedor técnico de equipos que concurrieron al mundial de 1962. En 1963 dirige nuevamente a Colo-Colo para titularse campeón al término de la temporada.
En 1964 una vez más en la Liga Deportiva Alajuelense de Costa Rica, para regresar a Chile y dirigir en 1965 nuevamente al equipo albo.  En 1966, una vez más emigra al exterior, a Perú al Defensor Arica. En 1967 y 1968 en Costa Rica dirigiendo al Liga Deportiva Alajuelense sacándolo vicecampeón del torneo nacional y campeón de la Copa Campeón de Campeones de Costa Rica. En 1969 en Herediano de Costa Rica. En este último país y en esta misma época tuvo un fugaz paso por el Saprissa como Preparador Físico.
En 1972 y 1973 se radica en Panamá contratado por el gobierno para desarrollar trabajo formativo a nivel nacional. Al mismo tiempo se desempeña como entrenador de la selección panameña. 
En 1974 vuelve al Alajuelense, para retornar a Chile en 1975 a Universidad de Chile. En 1979 volvería a la actividad en Costa Rica, dirigiendo al Cartaginés, finalizando su carrera como técnico, en 1980 en Chile dirigiendo a Everton.
Durante los años noventa y comienzos del 2000, vuelve al Herediano de Costa Rica como director de las divisiones menores del plantel, dedicando su amplia trayectoria a la formación futbolística de niños y jóvenes en la provincia florense.
Cabe destacar que Tassara, actualmente, es hasta el día de hoy el técnico con más partidos en la historia de Alajuelense, tomando en cuenta partidos de campeonato, torneos de copa y juegos de carácter internacional en el ámbito amistoso y oficial. Los números del chileno destacan 135 partidos dirigidos en el torneo tico (tercero con más juegos dirigidos en la historia del club en campeonato), 58 de carácter internacional (es el que más dirigió en este rubro) y 14 de copa (segundo con más juegos dirigidos) para un gran total de 207 juegos. A nivel internacional, Tassara fue el encargado de llevar al equipo en su exitosa vuelta al mundo de 1960.
En 2015, la Federación Costarricense de Fútbol le realizó un homenaje en honor a su trayectoria en el fútbol costarricense. Falleció el 12 de febrero de 2016, dos días antes de cumplir los 92 años de edad. Sufría de un cáncer de próstata desde 2007, el cual nunca recibió quimioterapia por decisión propia de Tassara.

## Obras
- Fútbol simplemente (1960)
- Realidad y fantasía del fútbol total (1977)
- Guía Para Los Entrenadores De Futbol De Ligas Menores (1997)
- El entrenamiento del niño futbolista (1999)

En coautoría con Augusto Pila
- Guía Práctica del Entrenador de Fútbol (1986).

## Clubes
| Club                    | País       | Año       |
| ----------------------- | ---------- | --------- |
| Colo Colo               | Chile      | 1957-1958 |
| Alajuelense             | Costa Rica | 1959-1960 |
| Selección de Costa Rica | Costa Rica | 1960      |
| Palestino               | Chile      | 1961-1962 |
| Colo-Colo               | Chile      | 1963      |
| Alajuelense             | Costa Rica | 1964-1965 |
| Colo-Colo               | Chile      | 1965-1966 |
| Defensor Arica          | Perú       | 1966-1967 |
| Alajuelense             | Costa Rica | 1967-1968 |
| Club Sport Herediano    | Costa Rica | 1969      |
| Selección Panamá        | Panamá     | 1971-1973 |
| Alajuelense             | Costa Rica | 1974      |
| Universidad de Chile    | Chile      | 1975      |
| Cartaginés              | Costa Rica | 1979      |
| Everton                 | Chile      | 1980      |

## Palmarés

### Como entrenador

#### Torneos nacionales
| Título                    | Club        | País       | Año  |
| ------------------------- | ----------- | ---------- | ---- |
| Copa Chile                | Colo Colo   | Chile      | 1958 |
| Liga FPD                  | Alajuelense | Costa Rica | 1959 |
| Liga FPD                  | Alajuelense | Costa Rica | 1960 |
| Copa Campeón de Campeones | Alajuelense | Costa Rica | 1967 |
| Primera División          | Colo-Colo   | Chile      | 1963 |